# Canadabalsem
Canadabalsem is de vloeibare hars van de balsemzilverspar (Abies balsamea), een Canadese naaldboom. Hij wordt gebruikt als insluitmiddel bij het maken van microscopische preparaten. Dergelijke preparaten zijn zeer lang, in ieder geval meer dan 100 jaar, houdbaar. 
De hars heeft een brekingsindex vergelijkbaar met die van kroonglas (1,55) en wordt daarom ook wel gebruikt voor het aan elkaar kitten van geslepen lenzen in optische systemen.
De hars wordt vaak gefiltreerd en gedroogd, daarna opgelost in xyleen of tolueen voor gebruik in de microscopie. Nadeel is de lange droogtijd en de noodzaak tot volledige ontwatering van de preparaten voor gebruik van canadabalsem.
Een voordeel is de bewezen zeer lange houdbaarheid, waardoor het vooral voor preparaten van zeer kleine insecten en Mijten (archiefexemplaren) erg geschikt is. In de medische microscopie vindt canadabalsem geen toepassing meer.
Zie ook euparal, eukitt, entellan.